# Park Nadolnik
Park Nadolnik (Park im. ks. Tadeusza Kirschke) – park w Poznaniu, na terenie Nadolnika, pomiędzy ulicami Nadolnik, Mariacką i Hlonda.
Park otwarto 25 czerwca 2014, jako zaplecze rekreacyjne dla Głównej. Powstał na zaniedbanym od dziesięcioleci terenie parkowym (pierwszy park powstał tu w latach 50. XX wieku), który uporządkowano, wytyczono ścieżki piesze i rowerowe oraz zlokalizowano plac zabaw dla dzieci i tor saneczkowy.